# Heinrich Hopffer
Heinrich Julius Friedrich Hopffer (* 28. April 1817 in Kammerstein; † 6. April 1886 in Bamberg) war ein bayrischer, deutscher Pfarrer, Dekan und Kirchenrat in der evangelischen Pfarrei St. Stephan in Bamberg von 1861 bis 1886. Er wurde zum Ehrenbürger der Stadt Bamberg ernannt. Die Hopfferstraße wurde nach ihm benannt.